# Отвращение
Отвращението е емоция, която обикновено се асоциира с неща, възприемани като нечисти, негодни, инфектирани или противни по друг начин. Например: „Отвратен съм от нещата, които казваш“ или „Отвратен съм от поведението ти“. В „Изразяване на емоциите при човека и животните“ Чарлс Дарвин пише, че отвращението се свързва с нещо гадно.
Отвращението е преживявано основно във връзка с чувството за вкус (възприемано или въобразено) и вторично с всичко, което предизвиква подобни чувства чрез усещане на миризма, докосване или виждане. Отвращението е една от основните емоции според теорията на емоциите на Робърт Плътчик. То пробужда характерно лицево изражение, едно от шестте универсални лицеви изражения на емоции според Пол Екман. За разлика от емоциите на страх, гняв и тъга, отвращението се асоциира с понижаване на пулса.